# シャルル2世・ド・クロイ
シャルル2世・ド・クロイ（フランス語：Charles II de Croÿ, 1522年7月31日 - 1551年6月24日）は、クロイ領主、2代アールスコート公（在位：1549年 - 1551年）、3代シメイ侯（在位：1539年 - 1551年）および3代ボーモン伯。

## 生涯
シャルル2世は初代アールスコート公フィリップ2世・ド・クロイとアンヌ・ド・クロイの長男である。1539年に母アンヌが亡くなった後にシメイ侯位を、1549年に父フィリップ2世が亡くなった後はアールスコート公位を相続し、クロイ家の有力な2つの称号を初めて統合した。
1541年にギーズ公クロードとアントワネット・ド・ブルボン＝ヴァンドームの娘ルイーズ・ド・ロレーヌ（1521年 - 1542年）と結婚した。ルイーズの死後、1549年にアントワネット・ド・ブルゴーニュ（1529年 - 1588年）と結婚した。アントワネットはフェーレ侯マクシミリアン・ド・ブルゴーニュの妹で、マクシミリアンはシャルル2世の妹ルイーズ・ド・クロイ（1524年 - 1585年）と結婚した。
シャルル2世は1551年にキエヴランで殺害された。子供がいなかったため、シャルル2世のすべての爵位と領地は弟のフィリップ3世・ド・クロイが継承した。未亡人アントワネット・ド・ブルゴーニュは後にオーバンクール領主ジャック・ダヌーと結婚した。